# Пиеве Порто Мороне
Пиѐве По̀рто Моро̀не (на италиански: Pieve Porto Morone, на местен диалект: Piev Porta Muron, Пиев Порта Мурон) е малко градче и община в Северна Италия, провинция Павия, регион Ломбардия. Разположено е на 58 m надморска височина. Населението на общината е 2652 души (към 2015 г.).